# Roger Clark (aktor)
Roger Clark (ur. 14 lipca 1978) – irlandzko-amerykański aktor. Znany najbardziej z roli głosowej i motion capture do Arthura Morgana, protagonisty z gry Red Dead Redemption 2, dzięki której otrzymał wiele nagród i nominacji.

## Dzieciństwo
Clark urodził się 14 lipca 1978 w New Jersey. Dorastał w Irlandii. Studiował teatr, media i dramat na University of Glamorgan w Walii.

## Życie prywatne
Clark i jego żona – Molly – mają dwójkę dzieci.

## Filmografia

### Filmy
| Rok  | Tytuł                     | Rola         | Rola         |
| ---- | ------------------------- | ------------ | ------------ |
| 2014 | A Midsummer Night’s Dream | Duke Theseus | Duke Theseus |

### Programy telewizyjne
| Rok  | Tytuł                       | Rola           | Informacje                     |
| ---- | --------------------------- | -------------- | ------------------------------ |
| 2007 | The Wild West               | Captain Weir   | Odcinek: „Custer’s Last Stand” |
| 2011 | Thor & Loki: Blood Brothers | Różne postacie | Użyczył głosu w 2 odcinkach    |
| 2013 | Zero Hour                   | Patron         | Odcinek: „Chain”               |

### Gry wideo
| Rok  | Tytuł                      | Rola                      | Informacje            |
| ---- | -------------------------- | ------------------------- | --------------------- |
| 2009 | Shellshock 2: Blood Trails | Sgt. Jack Griffin Zombies | Głos                  |
| 2018 | Red Dead Redemption 2      | Arthur Morgan             | Głos i motion capture |
| 2023 | Fort Solis                 | Jack Leary                | Głos i motion capture |

## Nagrody i wyróżnienia
| Rok  | Nagroda                      | Kategoria                  | Tytułem               | Nota       |
| ---- | ---------------------------- | -------------------------- | --------------------- | ---------- |
| 2018 | Game Awards                  | Best Performance           | Red Dead Redemption 2 | Wygrana    |
| 2019 | New York Game Awards         | Najlepsze aktorstwo w grze | Red Dead Redemption 2 | Nominowana |
| 2019 | NAVGTR Awards                | Performance in a Drama     | Red Dead Redemption 2 | Nominowana |
| 2019 | British Academy Games Awards | Występ w grze              | Red Dead Redemption 2 | Nominowana |